# 820
El 820 (DCCCXX en numeració romana) fou un any comú pertanyent a l'edat mitjana segons la historiografia occidental.

## Esdeveniments

### Països Catalans
- Berà és deposat com a comte de Barcelona. El nou comte de Barcelona, Girona i Narbona és Rampó I. Fou nomenat per Lluís I el Pietós

### Món
- Atac viking contra Irlanda